# Пальма-ди-Монтекьяро
Пальма-ди-Монтекьяро (итал. Palma di Montechiaro) — коммуна в Италии, располагается в регионе Сицилия, подчиняется административному центру Агридженто.
Население составляет 21 533 человека, плотность населения составляет 283 чел./км². Занимает площадь 76 км². Почтовый индекс — 92020. Телефонный код — 0922.
Покровительницей коммуны почитается Пресвятая Богородица. Праздник ежегодно празднуется 8 сентября.